# أنانيف
أنانيف ((بالأوكرانية: Ананьїв), (بالروسية: Ананьев)) هي مدينة تقع في محافظة أوديسا، أوكرانيا، و تطل على نهر تايليهيول (Tylihul River)، يبلغ عدد سكانها 8,723 نسمة (إحصاء 2009)، و كانت تتمتع بحكم ذاتي في عهد الإتحاد السوفيتي السابق.